# Francesc de Cidón Navarro
Francesc de Cidón Navarro (València, 1871 - Saragossa, 1943) va ésser un pintor i retratista.
Estudià a l'Acadèmia de Sant Carles, de València, i fou deixeble de Joaquín Sorolla. Va ser catedràtic de dibuix en els instituts de Maó, Tarragona i Saragossa. Obtingué diversos premis i medalles en les exposicions nacionals de 1904 i 1920.

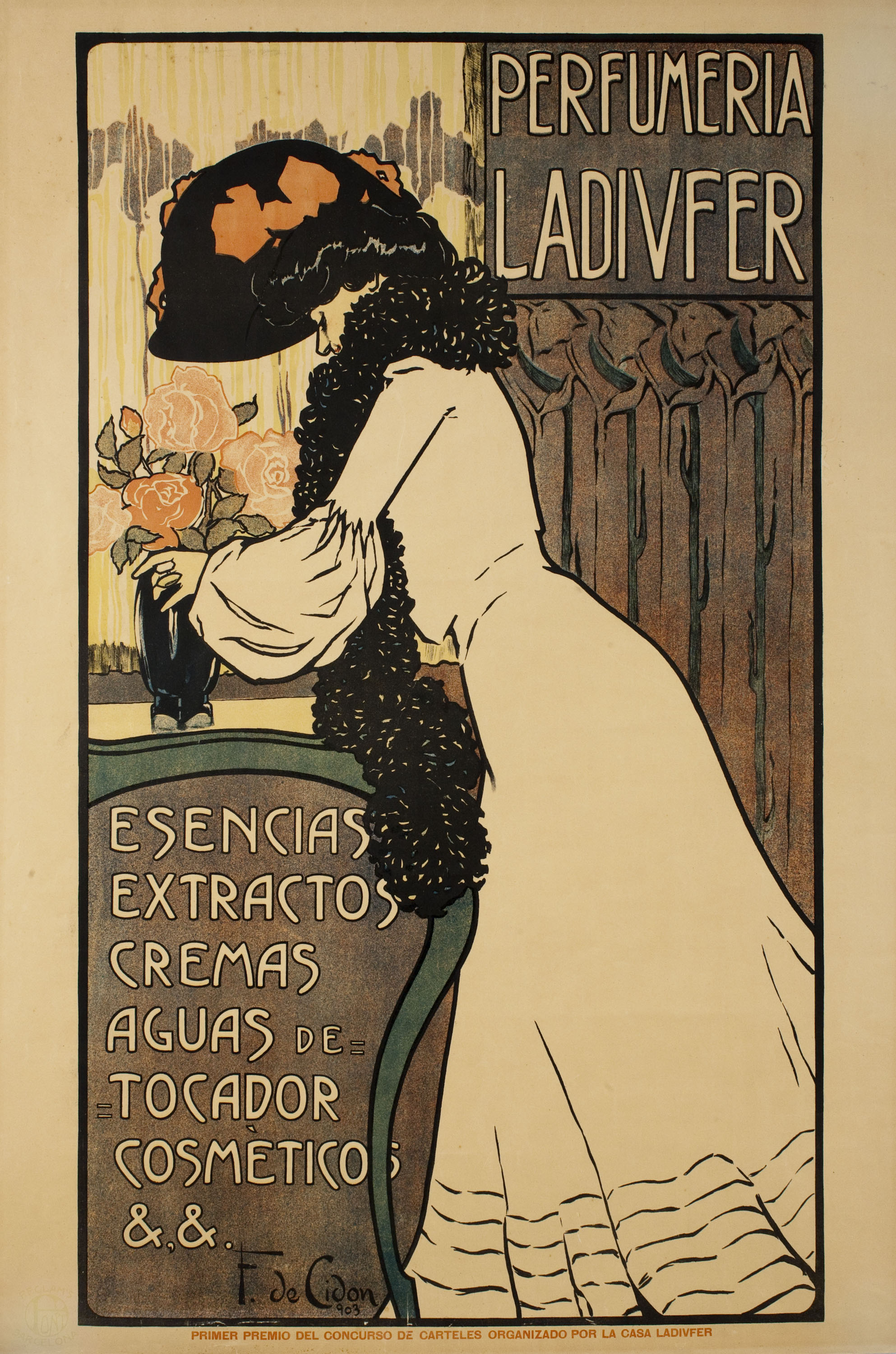
Cartell publicitari

De traç elegant i molt afí a l'estil modernista, es destacà com a cartellista il·lustrador i realitzador d'ex-libris.
És també conegut com a pintor de retrats i paisatges, d'entre els quals caldria destacar-ne la col·lecció Pueblos aragoneses devastados por la guerra.